# Carcelia yongshunensis
Carcelia yongshunensis är en tvåvingeart som beskrevs av Sun och Zhao 1993. Carcelia yongshunensis ingår i släktet Carcelia och familjen parasitflugor.
Artens utbredningsområde är Hunan (Kina). Inga underarter finns listade i Catalogue of Life.